# Protoptila macilenta
Protoptila macilenta is een schietmot uit de familie Glossosomatidae. De soort komt voor in het Neotropisch gebied.